# Stuart (fiume)
Il fiume Stuart è un affluente del fiume Nechako, in Canada. Il fiume scorre in Columbia Britannica, nasce dal Lago Stuart e poi scorre per 110 o 187 chilometri fino ad immettersi nel Fiume Nechako, non lontano da Fort St. James.